# اینا دریگلازوا
اینا دریگلازوا (روسی: Инна Васильевна Дериглазова؛ زادهٔ ۱۰ مارس ۱۹۹۰) یک شمشیرباز اهل روسیه است. او در المپیک ریو شرکت داشت و مدال طلا انفرادی گرفت.